# Mirela Demireva
Mirela Demireva (Sófia, 28 de setembro de 1989) é uma atleta bulgara, especialista em salto em altura.

## Carreira
Mirela Demireva competiu na Rio 2016, conquistando a medalha de prata no salto em altura com a marca de 1,97m